# Apterepilissus sericeus
Apterepilissus sericeus är en skalbaggsart som beskrevs av Lebis 1958. Apterepilissus sericeus ingår i släktet Apterepilissus och familjen bladhorningar. Inga underarter finns listade.